# Edat antiga als Països Catalans
Els Països Catalans no insulars compartien, abans de la colonització romana, la cultura dels ibers que s'estenia des de Montpeller a Alacant (aquesta ciutat va ser fundada, però, pel cartaginès Amílcar). Segons el grec Ruf Fest Aviè els ibers eren diferents dels pobles limítrofs. En aquella mateixa època els púnics dominaven les Illes Balears. Les colònies gregues situades al litoral eren anteriors a la presència romana. Els romans van acabar dominant tot el territori dels actuals Països Catalans i la llengua llatina es va estendre després d'un període de bilingüisme iber/llatí com testimonien, per exemple, les monedes amb inscripcions bilingües. El llatí vulgar acabaria sent el fonament de la llengua catalana amb una conversió gradual que també queda reflectida amb la presència de paraules catalanes en documents escrits en llatí a partir del segle ix aproximadament.

## Cultura ibèrica
Es pot identificar la cultura ibèrica als Països Catalans a partir del segle vi aC, quan les poblacions neolítiques de la zona reben la influència dels pobles indoeuropeus i fan un canvi cap a la civilització. Els ibers viuen normalment en turons, i ho fan no només per motius de defensa, sinó també per la situació; un turó ofereix la possibilitat de controlar les plagues de conreu, les rutes de comunicació de la zona i el seu tipus de vida que està molt relacionat amb el lloc on viuen. Es considera que el seu període de màxima esplendor va ser cap al segle ii aC, que va ser quan van estar més influenciats pels grecs. Aquest període va acabar amb el procés de romanització, que va culminar cap a l'any 50.
En la seva cultura es pot veure una gran influència tant de la cultura grega, establerta a Roses i Empúries, com de la feníciocartaginesa que dominava el sud-est de la península. De fet el sistema d'escriptura que van desenvolupar, l'escriptura ibèrica, és descendent directa de la fenícia.

### Llengua i escriptura
La llengua dels ibers està documentada per escrit fonamentalment en escriptura ibèrica nord-oriental i, de forma residual, en escriptura ibèrica sud-oriental i en alfabet grecoibèric. Els textos en llengua ibèrica es poden llegir gairebé sense dificultats, però en la seva major part són incomprensibles, atès que la llengua ibèrica és una llengua sense parents prou propers com per ser útils en la traducció de textos. Una de les escasses excepcions són els textos curts que només contenen noms de persones, atès que l'antroponímia ibèrica és un dels aspectes més ben coneguts de la llengua ibèrica gràcies a les inscripcions llatines.

### Estructura social
En aquest medi, potenciat per les influències colonials que actuaven des de la costa, les primitives formacions tribals heretades de l'edat del bronze van començar a entrar en crisi a partir del moment en què la demanda exterior va exigir la constitució d'unes comunitats estructurades, de manera que la producció i les xarxes de distribució estiguessin garantides per una autoritat central, amb la consegüent aparició d'aristocràcies i d'una divisió del treball cada vegada més acusada.
L'existència d'aquesta aristocràcia la coneixem gràcies a l'arqueologia, i més concretament, a l'existència, al sud del País Valencià, d'una escultura animalística funerària de prestigi, elaborada amb pedra, que formava part de tombes més o menys monumentals datables des de final del segle vi al principi del segle iv, en les quals enterraven els membres de l'aristocràcia.
Certs indicis proporcionats per les fonts escrites relatives a les accions menades pels bàrquides durant la segona meitat del segle iii a la península Ibèrica, després de la derrota soferta en la primera contesa de Cartago contra Roma, assenyalen que, com a mínim als territoris meridionals ibèrics, s'havia desenvolupat una transformació de l'estructura del poder tendent a l'aparició de monarquies sovint hereditàries, un fenomen que sembla que també es va donar entre els ilergets de la Catalunya de Ponent.
Des del punt de vista de l'estratificació social, si hem de fer cas de les dades proporcionades per l'arqueologia, com a mínim pel que fa a Catalunya, l'excavació dels hàbitats ibèrics no mostra una diferenciació social gaire acusada, si cal jutjar a partir de l'amplitud i el confort d'uns habitatges respecte als altres, ni tampoc es detecten unes àrees que privilegiïn les pràctiques d'unes activitats econòmiques o laborals concretes. A l'hora de copsar diferències socials entre els membres d'una comunitat ibèrica, potser les necròpolis són els indrets on aquestes es poden manifestar amb més contundència, però això, que per exemple a Andalusia o al País Valencià és factible, al Principat ho és molt menys perquè el nombre de necròpolis descobertes fins ara en el seu àmbit territorial és molt migrat.

### Economia
Les fonts clàssiques no ofereixen pràcticament cap informació sobre l'economia dels ibers, per tant l'única font d'informació és la procedent de l'arqueologia.
Pel que fa a l'agricultura, els cereals van constituir la base de la producció: l'ordi, el blat dur, el mill, l'espelta, l'espelta petita, l'escanda i la civada. Una part de la producció es devia panificar, mentre que una altra part es dedicava a la producció de cervesa. Els llegums són el segon grup en importància: la llentia, el pèsol, la fava, etc. El lli era important, tant per l'obtenció de fibres per fer teixits com d'oli. També la vinya era un conreu freqüent tant pel seu consum directe, com per la seva transformació en vi. Pel que fa a la ramaderia, els bòvids mascles eren explotats fonamentalment com a força de treball en l'activitat agrícola i les femelles per l'obtenció de llet. Els porcs només eren usats per la seva aportació alimentària, mentre que cabres i ovelles serien usats per obtenir de forma complementària, carn, llet i llana. Els cavalls serien animals de prestigi i útils per la guerra. Pels poblats costaners la pesca també devia ser una activitat important, atès que s'han trobat hams i ploms de xarxa, però no es coneixen els tipus de barques que empraven.
La metal·lúrgia del ferro s'aplica tant a la producció d'armes com una gran diversitat d'instruments de treball: relles d'arada, pics, destrals, aixades, magalls, falçs, tisores d'esquilar, etc. La metal·lúrgia del bronze s'aplica a la producció d'objectes personals: sivelles de cinturó, fíbules, agulles, anelles, arracades, etc.
L'activitat tèxtil està ben documentada tant per algunes representacions iconogràfiques de dones filant com la presència abundant de pesos de teler i fusaioles. Els ibers vestien roba de lli i llana. El teixit es realitzava dins les cases o a l'exterior al costat de l'entrada. El procés d’elaboració d’un teixit constava de diverses fases: cardatge de la llana, filatura i teixidura. La filatura es feia amb un fus de fusta en un extrem del qual es col·locava una fusaiola
d’argila; la teixidura es realitzava en telers verticals formats per una estructura de fusta quadrangular en la qual s'agrupaven els fils, tibant-los amb ajuda de pesos d'argila. Amb la llançadora de mà es feia la trama passant horitzontalment els fils i alternant amb fils verticals.
Als poblats ibèrics aquesta activitat ha estat identificada gràcies a la presència de fusaioles, llavors de lli i restes de fibres. Altres activitats artesanals que tenien lloc però que són difícils de documentar són l'adobament de pells, el treball de l'espart i de la fusta, materials àmpliament utilitzats pels ibers.
La producció ceràmica és molt variada i de molt bona qualitat, amb pastes treballades, depurades i cuites a alta temperatura: àmfores per al transport, vaixella de taula, vasos d'emmagatzematge i per la transformació d'aliments, etc. Les decoracions acostumen a ser pintades en vermell tant geomètriques com figuratives.
El comerç d'importació es documenta fonamentalment per la troballa de vaixella de taula i grans envasos de transport de productes alimentaris (vi, oli i salons de peix) grecs, fenici-púnics, etruscs i romans. El comerç d'exportació es documenta mitjançant la troballa d'àmfores ibèriques en el Llenguadoc-Rosselló, a Cartago i a Eivissa que probablement contenien vi i cervesa. Els cereals probablement van constituir una gran part de les exportacions tenint en compte els grans conjunts de camps de sitges que es documenten al segle iv aC coincidint amb la intensificació de les importacions. També els metalls devien ser objecte d'exportació: especialment el coure i la plata.

### Moneda
Les primeres monedes que empren els ibers per realitzar intercanvis comercials són les produïdes pels grecs a Empúries i Roses el segle v aC. De fet inicialment els ibers empraven la moneda fenícia i grega com objecte exòtic d'ostentació. A finals del segle iv aC s'encunya moneda a Arse, l'actual Sagunt. L'esclat de la Segona Guerra Púnica comporta la fabricació de gran quantitat de moneda de plata. Durant la dominació romana a la Hispània Citerior, la Hispània Ulterior i en poblacions celtiberes s'encunya moneda amb inscripcions iberes.
Aquestes monedes han esdevingut una eina privilegiada per conèixer denominacions de poblacions, déus, mites o indumentària que d'altra manera haguessin restat en l'oblit.

### Religió
De l'existència de sacrificis d'animals entre els ibers n'informa Estrabó, que diu que els ibers sacrificaven segons el ritual dels grecs, recollien sang en una pàtera, entonaven càntics i tocaven música de flautes. Molts dels exvots o petites figuretes de bronze trobades en els llocs de culte apareixen amb els braços oberts en actitud orant i en les decoracions pintades de la ceràmica del Puig de Sant Miquel (Llíria, València) apareixen sovint escenes de dansa ritual. Els cultes als avantpassats tenien lloc a les cases, mentre que els relacionats amb les forces de la natura es desenvolupaven en santuaris situats fora dels assentaments, tot i que en els jaciments més importants es detecten edificis singulars que probablement tenien una funció religiosa.
Un dels cultes més populars era el de Demeter, una divinitat grega femenina relacionada amb l'agricultura i la mort, assimilada en el món púnic a Tanit i que en el món ibèric estaria assimilada a alguna divinitat local. No es coneixen els nom de les divinitats ibèriques, tot i que en dues inscripcions llatines apareixen citades dues divinitats de nom cèltic: Herotoragus i el déu Seitundus. En el món ibèric meridional hi ha evidències de la heroïtzació de personatges humans: és el cas del santuari del Pajarillo (Huelma, Jaén).
Els cadàvers eren cremats vestits, sovint amb les seves armes i altres objectes personals. Les restes eren rentades abans de ser col·locades en una urna que s'enterrava en un clot acompanyada d'objectes personals i altres ofrenes. Al sud són molt freqüents les grans tombes i els monuments funeraris, al nord només es documenten petits túmuls i esteles a vegades inscrites, com la trobada a Rubí. Tot i que la incineració és pràcticament universal entre els ibers, cal destacar que és molt freqüent la inhumació de nadons dins de les cases.
Pel que fa als aspectes ideològics del ritual d'incineració, es pensava que el cadàver del difunt es convertia en fum que ascendia al Cel. En cas d'un guerrer traspassat, les armes eren doblegades i cremades al foc funerari. Posteriorment, les brases s'apagarien possiblement amb vi i la resta dels ossos que no s'havien cremat es rentaven i eren dipositats a l'urna. Tot seguit se celebrava un àpat funerari, que era més sofisticat com més alta era la jerarquia del personatge sepultat, que precedia a la cerimònia de la libació o vessament de vi sobrant d'aquest banquet i es col·locaven ofrenes d'aliments a la tomba. També es trencaven de manera ritual els vasos ceràmics que havien estat utilitzats en l'àpat i es dipositaven al costat de l'urna. Així es procurava que l'ús dels vasos finalitzés amb la vida del propietari. Aquest ritual de trencament de vaixella ceràmica es troba constatat fins al segle iii aC a les necròpolis ibèriques. A les necròpolis iberes documentades, els vasos ceràmics formaven part de les ofrenes o aixovar funerari, així com l'armament.

## Període romà als Països Catalans

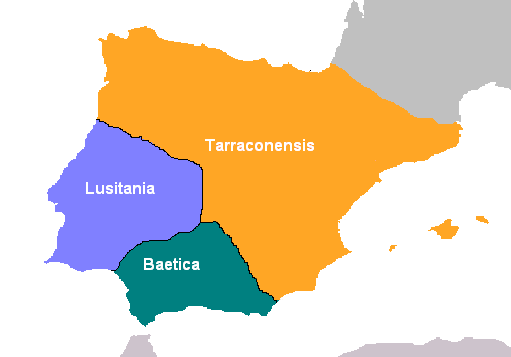
Segona divisió provincial de la Hispania romana, els Països Catalans estan compresos dins la tarraconensis

El període romà als Països Catalans durà set segles. Les dates més significatives són el desembarcament de les tropes romanes a Empúries l'any 218 aC, la crisi imperial del segle iii i la caiguda de l'Imperi Romà d'Occident al segle v (480). Tanmateix, la influència cultural romana perdurarà fins a la conquesta àrab de la península Ibèrica i més enllà la política, car l'Imperi Carolingi (amb la seva parcial conquesta d'Hispània) pretenia ser una restauració de l'Imperi Romà.
La situació anterior a l'arribada dels romans (amb dades proporcionades per Estrabó que es basa en autors més antics com Posidoni i Artemidor) era diferent segons els territoris dels actuals Països Catalans. Els pobles indígenes eren, de nord a sud, bascoides (Pirineu occidental) i íbers. En aquests segon cas les proves apunten a una iberització de Catalunya des del País Valencià, ja que en aquest territori s'haurien format primer els trets culturals ibèrics. Els cartaginesos havien colonitzat gran part del territori de l'est de la península Ibèrica i l'illa d'Eivissa (la ciutat d'Eivissa tradicionalment es diu que va ser fundada l'any 654 aC)
Durant els segles IV a III aC el territori de l'actual País Valencià era la frontera entre les zones d'expansió cartaginesa i romana. Pel tractat del 348 aC entre Roma i Cartago, la zona valenciana quedava fora de la influència cartaginesa que no passava al nord de Mastia (zona de Múrcia), però segons el tractat de l'Ebre, del 226 aC, entrava dins l'àrea cartaginesa. Hanníbal en la seva expedició contra Roma va travessar el País Valencià i destruí Sagunt (Arse) (219 aC).
La romanització del territori no fou només lingüística sinó que afectà a tots els àmbits de la vida: el dret romà, la religió primer la romana i després la cristiana, el calendari, la dieta i, per tant, tota una organització de la vida. La romanització va ser gairebé completa a tot el territori si bé ho va ser amb una intensitat més gran a la zona d'influència litoral que no pas a l'interior. Només Lleida (Ilerda) i Guissona (Iesso) eren ciutats importants dins la part occidental de Catalunya. Especialment feble va ser al Pirineu, segons Joan Coromines la llengua basca o bascoide es mantingué a l'Alt Pallars fins al segle xi.
El País Valencià tingué una romanització més tardana que no pas la de la Catalunya extrapirinenca.
En la zona litoral el contacte amb la metròpolis romana, la via marítima era molt més ràpida i segura que la terrestre: Era constant el pas de legionaris i mercaders, que transitaven al llarg de la costa dels Països Catalans. Mentre els militars retirats fundaven colònies agrícoles amb un gran paper com a colonitzadors de les zones més pròximes al litoral.

### Els desembarcaments a Empúries
L'any 218 aC els germans Escipions, Publi i Gneu Corneli, desembarcaren a Empúries com a contraofensiva davant l'avanç d'Hanníbal cap a Roma, durant la Segona Guerra Púnica.
Poc temps després del desembarcament, l'any 197 aC, els romans dividiren el territori de la península Ibèrica entre la Hispània Citerior (zona més o menys propera al litoral català i valencià) i la Hispània Ulterior (a partir de la primera zona cap a l'interior peninsular). L'any 195 aC també Marc Porci Cató Censorí hagué de desembarcar a Empúries amb un exèrcit que aconseguí el domini definitiu de les tribus indígenes de Catalunya. En aquesta colònia grega es mantingué la cultura grega un cert temps, però acabà romanitzada encara que amb posterioritat a la romanització del País Valencià.

#### Resistència indígena
Indíbil i Mandoni, en el primer període de la colonització romana, dirigiren la revolta antiromana més destacable que va ser protagonitzada per la tribu ibera dels ilergets coaligats amb altres tribus veïnes.

#### Fundació de ciutats

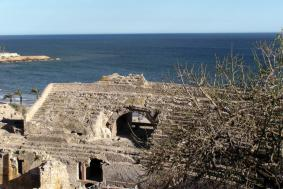
Amfiteatre de Tarragona. Aquest tipus de construccions demostraven la importància de les ciutats de l'Imperi Romà

L'origen de Tarragona (Tarraco) és una guarnició militar (al costat d'un oppidum indígena) fundat pels germans Escipions el mateix any del desembarcament d'Empúries (218 aC). Juli Cèsar li concedí l'estatus de Colònia romana el 45 aC. Tàrraco era una de les ciutats i províncies (primer anomenada província Citerior que passà a dir-se Tarraconense) més grans de l'Imperi Romà. Hi residia un legatus (governador).
València (Valentia) es va fundar l'any 138 aC Xàtiva (Saetabis) era una antiga ciutat ibera que encunyà moneda ja abans de la romanització.

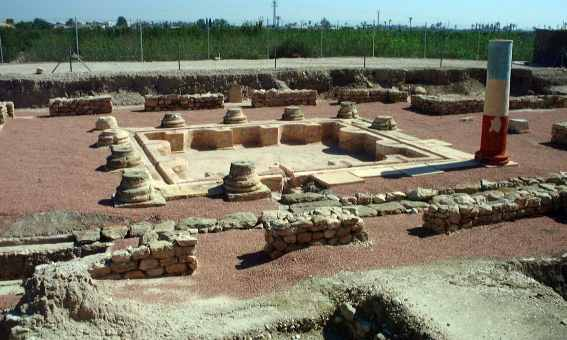
Restes d'una casa romana a Alcúdia (Elx)

La contraofensiva romana, des d'Empúries (218), provocà la ràpida ocupació romana del País Valencià, ja que l'exèrcit romà arribà a Cartago Nova (Cartagena) el 209. La resistència indígena va ser poc important. Les tribus eren ilercavons, del nord de l'Ebre fins a la Plana de Castelló, els edetans, a la part central fins al Xúquer, i els contestans, del Xúquer al Segura. Com a jaciments arqueològics emblemàtics del període romà al País Valencià trobem: Sant Miquel de Llíria, Tossal de Manises d'Alacant o la Serreta d'Alcoi.

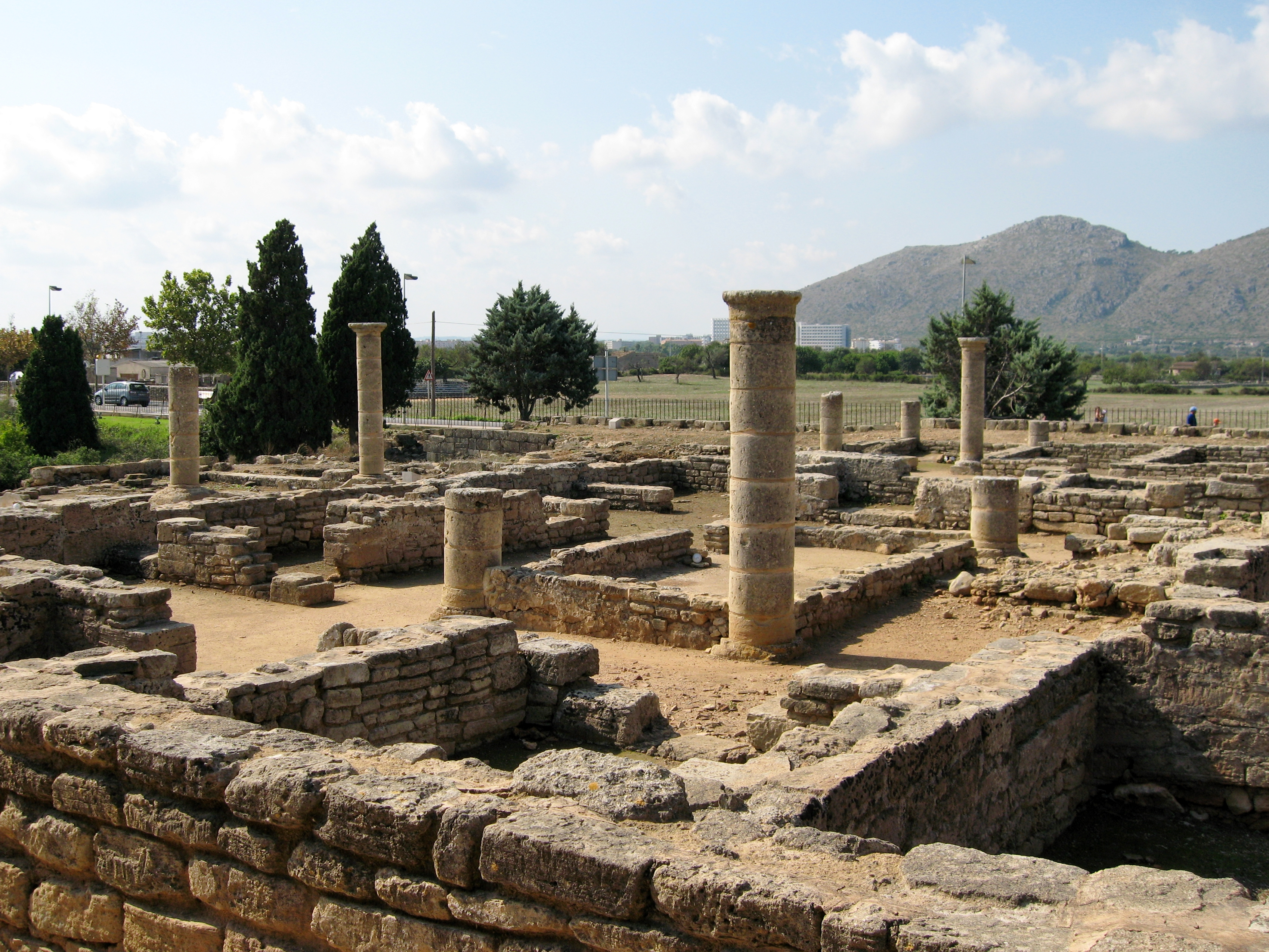
Pol·lèntia -Sa Portella (Mallorca)

Quint Cecili Metel Baleàric fundà el 123 aC Alcúdia (Pol·lència) i la ciutat de Mallorca (Palma). Les Balears fins a la seva romanització política no varen assolir la seva unitat, ja que Mallorca i Menorca formaven pròpiament les Balears mentre Eivissa i Formentera eren les illes Pitiüses ("Πιτυουσαι", segons el nom que els donaven els grecs).

#### Economia
L'Imperi Romà, en els primers anys de la colonització, es limità a l'explotació dels territoris amb impostos, tanmateix en la segona meitat del s. II aC es va fer la reestructuració del sistema econòmic construint una xarxa viària. En la zona litoral el contacte amb la metròpolis romana, la via marítima era molt més ràpida i segura que la terrestre, era constant legionaris i mercaders, que transitaven al llarg de la costa dels Països Catalans. Mentre els militars retirats hi fundaven colònies agrícoles hi tenien un gran paper com a colonitzadors de les zones més pròximes al litoral cosa que explica l'evolució de la llengua catalana en contrast amb la àrt occidental peninsular. L'explotació agrícola va ser renovada amb el sistema de villae (vil·la rústica). La llengua llatina parlada era ja molt diferent del llatí clàssic, es va introduir àmpliament el dret romà i la moneda es va unificar a més d'encunyar-se a Roma. Al segle iii hi va haver una crisi econòmica a tot l'Imperi Romà agreujada, especialment a Catalunya, amb les invasions dels pobles germànics alamans i francs amb destrucció, en gran manera, de ciutats i vil·les agrícoles.

### Període romà a les Illes Balears

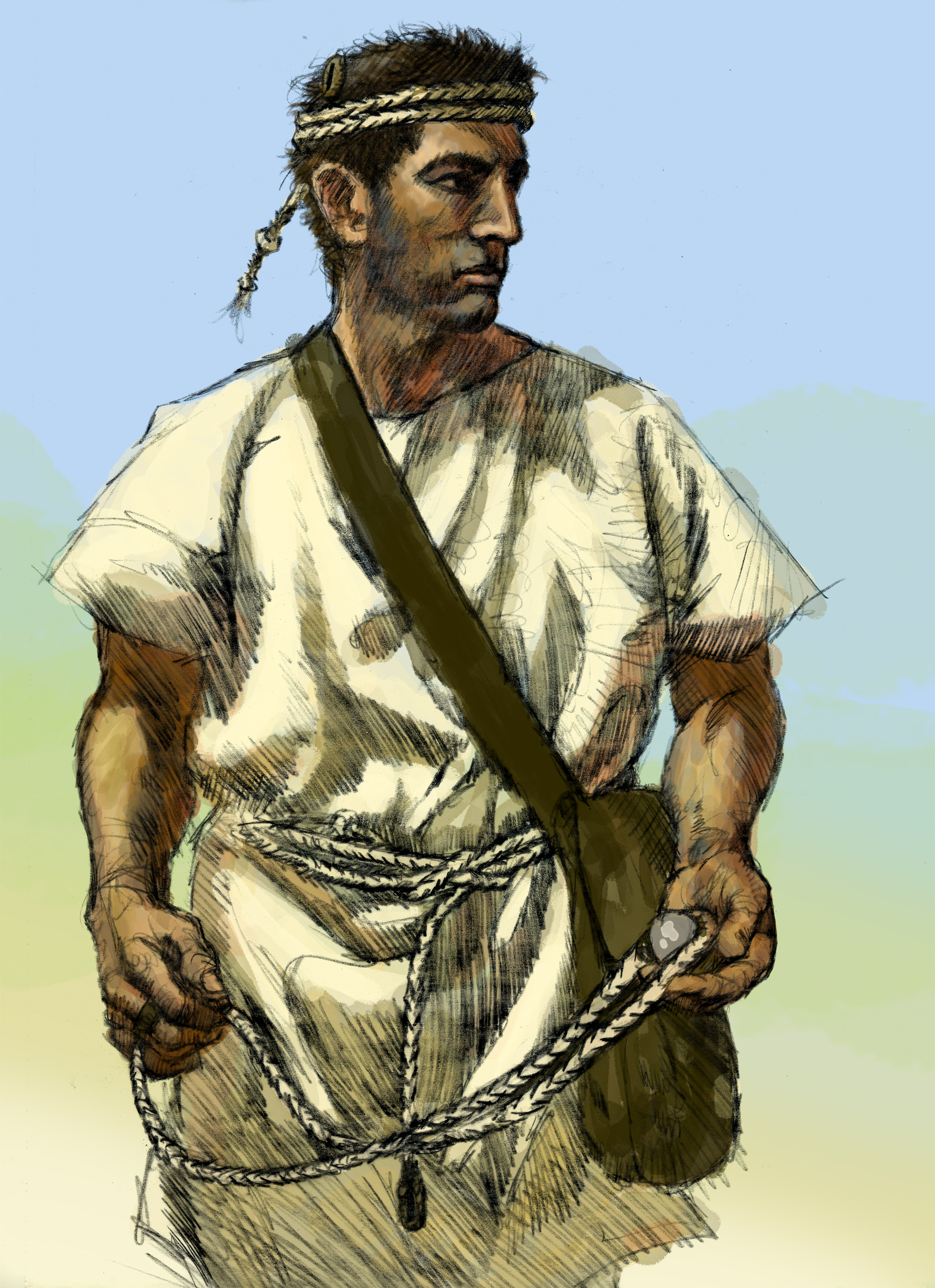
Foner balear.

Els grecs, fenicis, cartaginesos i romans són les invasions de les grans civilitzacions mediterrànies, seran primerenques i notables i causants del primer poblament estable a les illes. Aquesta diferència rau en la diferent història paleogeogràfica que ha condicionat ecosistemes diferents, molt pobres per als humans en el cas de les Pitiüses, i amb més recursos aprofitables en el cas de les Gimnèsies.
El nom de les Illes Balears prové del grec Βαλλιαρεῖς, nom amb el qual eren conegudes des de l'antiguitat clàssica. Els autors grecs i romans derivaven el nom del poble de la seva habilitat com a llançadors (baliareis, βαλιαρεῖς, de ballo βάλλω), encara que Estrabó considerava que l'origen del nom era fenici. De fet, l'arrel bal- té un origen fenici; potser les illes foren consagrades al déu Baal; la similitud amb l'arrel grec ΒΑΛ (en βάλλω), i l'ocupació de les persones, podrien ser el fonament de l'assimilació d'aquesta designació al grec. Que el seu origen no sigui grec, s'ha inferit del fet que el nom grec més comú per a les illes no és βαλιαρεῖς.
Els fenicis s'estableixen a l'illa d'Eivissa el segle viii aC, i el 654 aC funden la ciutat d'Eivissa passant a convertir-se, gràcies a la seva privilegiada i estratègica ubicació, en el centre del comerç mediterrani occidental. Durant la Segona Guerra Púnica, l'illa pacta amb Roma una capitulació que li permet conservar autonomia política i econòmica. El general cartaginès Magó intenta entrar a l'illa i, en no permetre-li els eivissencs, intenta desembarcar a Mallorca. En fracassar l'intent de desembarcar a Mallorca, decideix posar rumb a Menorca, on s'estableix temporalment i tradicionalment s'ha dit que funda Maó (avui això es posa en dubte). Els foners menorquins s'uneixen als exèrcits cartaginesos. La necròpolis púnica d'Eivissa, formada per unes cinc mil tombes, data d'aquesta època.
Acabada la Guerra Púnica, els romans intenten sotmetre Mallorca en diverses ocasions, però fracassen fins al 123 aC, quan les hostes de Quint Cecili Metel cònsol de Roma, anomenat per això "el Baleàric", conquereix l'illa i funda amb tres mil colons les ciutats de Palma i Pol·lència (a Alcúdia). Expliquen els historiadors que les tropes invasores van ser rebudes per una pluja de pedres llançades pels foners, mítics i avesats llançadors que perviuen en l'art i la memòria col·lectiva. Gairebé dotze anys després de la conquesta ja s'havien integrat a la campanya africana dels exèrcits romans. Al segle iv, l'emperador Teodosi va unir les Pitiüses a Mallorca i Menorca per formar la província de les Illes Balears el 395.
Amb la caiguda de l'Imperi Romà d'Occident en el segle v, les illes de la Mediterrània occidental queden en mans dels vàndals, que estableixen el seu regne al nord d'Àfrica en el marc d'un període turbulent. El 534, en temps de Justinià I, Belisari conquereix el Regne Vàndal i les Illes Balears queden sota el domini romà d'Orient.

## Antecedents de la conquesta romana
L'any 237 aC, els cartaginesos començaren la seva penetració militar pel sud de la península Ibèrica, que acabà el 227 aC amb l'establiment d'un estat amb capital primer a Akra Leuka i després a Mastia, reanomenada posteriorment com Carthago Nova. El 231 aC una ambaixada romana tingué lloc a Hispània per tractar amb el cabdill cartaginès Amílcar mentre els saguntins, aliats de la República romana des del 230 aC, també enviaren ambaixadors a Roma. L'any 229 aC Àsdrubal va succeir Amílcar en el comandament del nou estat cartaginès a Ibèria i va convenir el 226 aC en el Tractat de l'Ebre signat amb Roma que el límit nord d'aquesta expansió seria l'Ebre. En el tractat de 348 aC la zona entre Mastia i l'Ebre havia estat oberta al comerç romà.

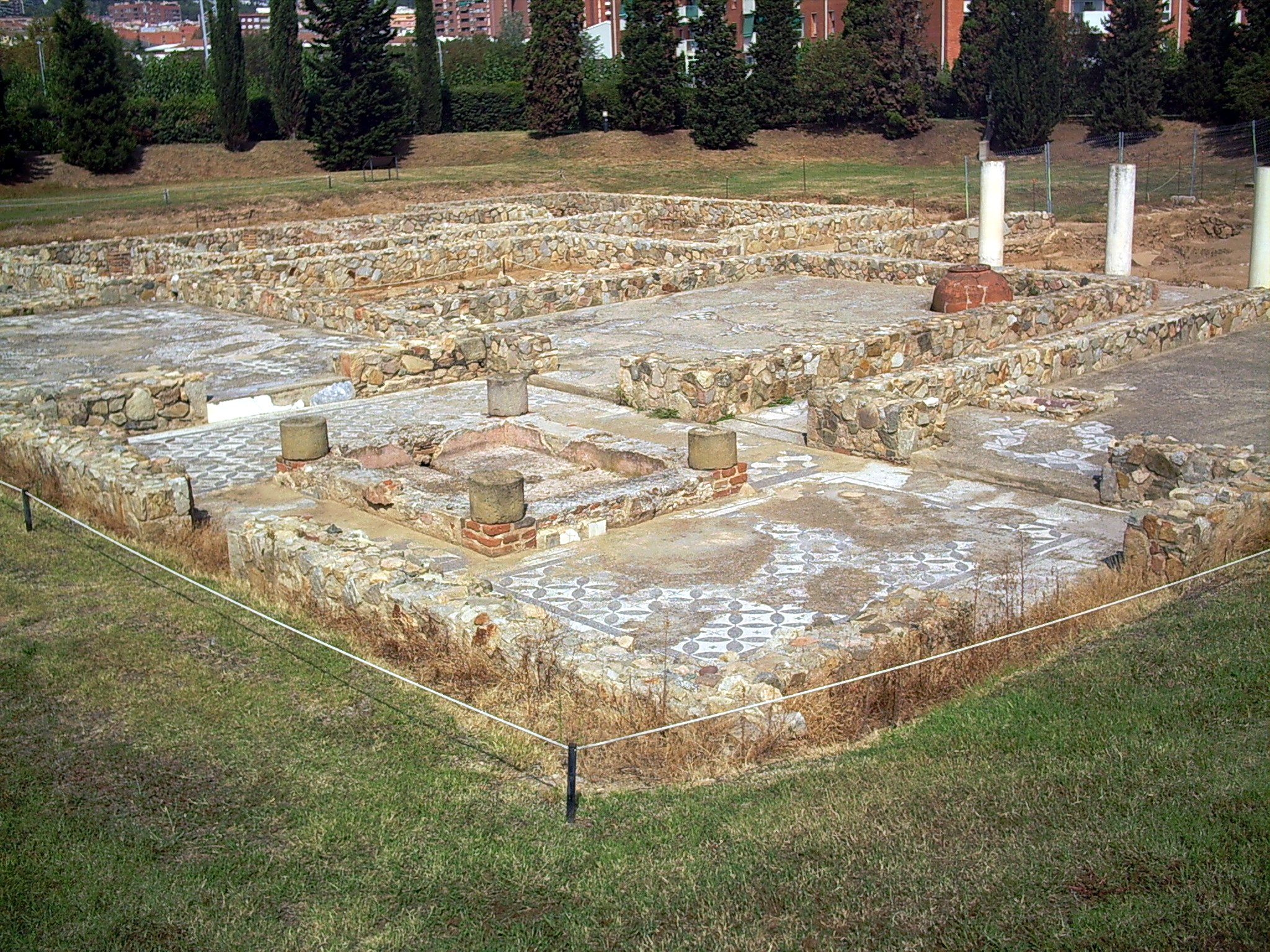
Vil·la romana de Can Llauder, a Mataró, (dC.

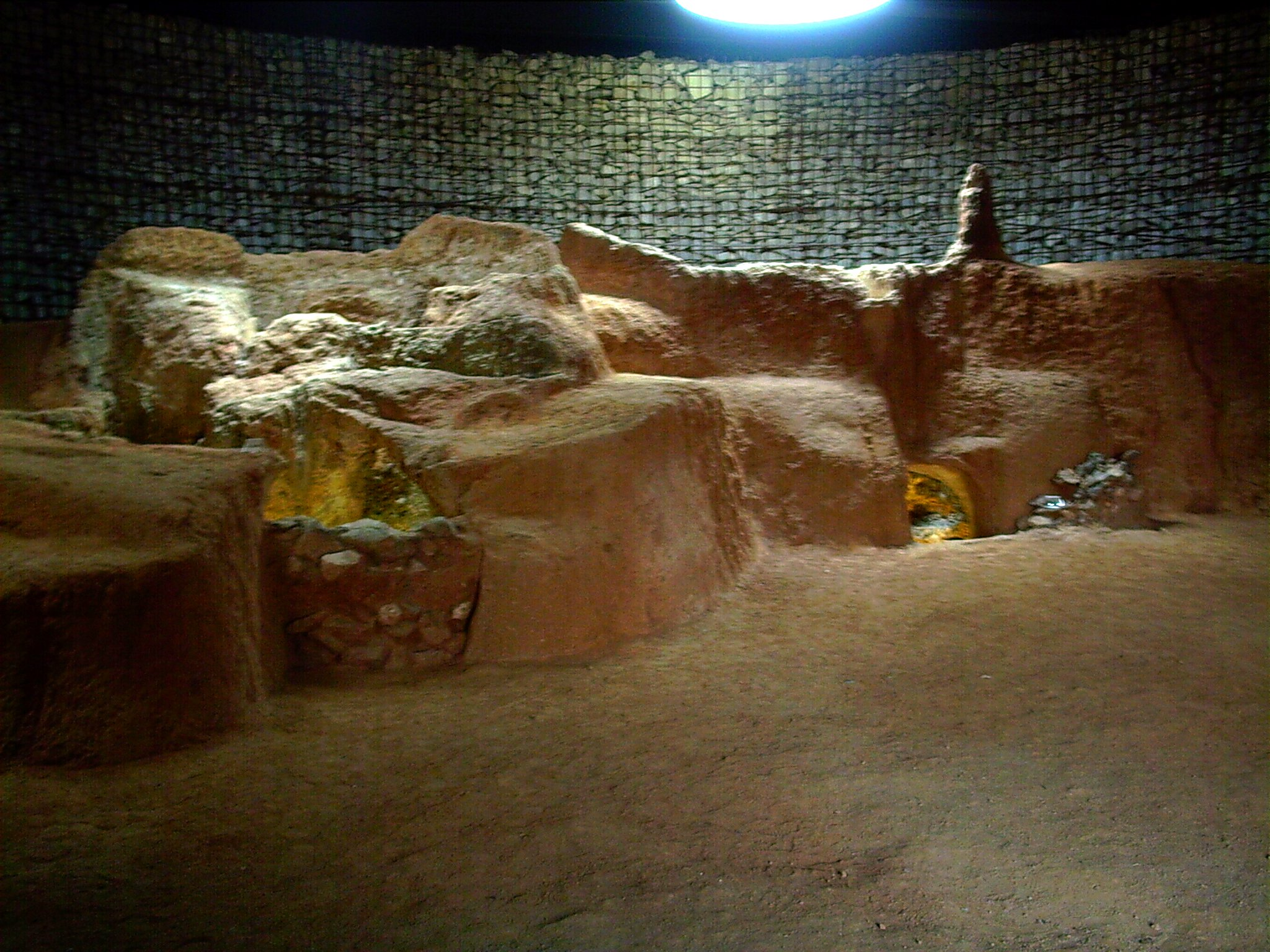
Forns romans de la Fornaca de Vilassar de Dalt, (segles i dC).

Després de la conquesta de Saguntum, ciutat aliada dels romans per les tropes púniques liderades per Hanníbal el 218 aC va esclatar la Segona Guerra Púnica, que duria al ple domini romà de la península Ibèrica.
Els romans van ser els qui van estructurar bàsicament el territori de Catalunya tal com avui l'entenem, tant pel que fa a les infraestructures com a la creació de ciutats. La Hispània Citerior fou una de les dues províncies en què es va dividir la península Ibèrica després de la conquesta romana. Va ser creada el 197 aC, i s'hi inclou l'actual territori de Catalunya.
Amb la conquesta de Rode i Empúries, i la presència a la costa de municipis com Iluro i Baetulo, als quals s'afegiran a l’inici de l’Imperi les colònies de Bàrcino, Tarraco i, posteriorment, Ègara, afavoriran la consolidació de nuclis urbans importants, que a la vegada articulen l’ocupació d’un ager (camp) a través de nombroses vil·les que, sense constituir grans fundus (fundacions) constituiran una veritable teranyina que aprofita de manera notable les possibilitats del medi.
L'increment de territori controlat per Roma i l'enriquiment que això produïa en els seus governants va conduir a una etapa molt convulsa entre els segles II i I aC, que van transformar la República Romana en Imperi Romà quan August va vèncer tots els seus enemics el 31 aC, i en proclamà la reforma el 13 de gener de l'any 27 aC. En virtut d'aquesta reforma s'encarregava del proconsulat de totes aquelles províncies que tenien acantonades legions (prenent així el comandament de tot l'exèrcit), i d'Octavi mateix dependrien els oficials i soldats. Hispània va ser dividida en tres províncies: Tarraconense, Bètica i Lusitània.
La pressió dels huns, que liderats per Àtila van arribar a les portes de Roma, va empènyer les tribus germàniques cap a l'Europa occidental. Per intentar fer front a aquesta crisi, a la mort de Teodosi I el Gran va deixar la part occidental (on es trobava Hispània) de l'imperi al seu fill Honori, i la part oriental al seu fill Arcadi. La invasió va precipitar la caiguda de l'Imperi Romà el 476.

## Conquesta romana
Aníbal, que havia succeït Àsdrubal el 221 aC, en assaltar i sotmetre Saguntum, va trencar el Tractat de l'Ebre i esclatà la Segona Guerra Púnica. El cartaginès va recórrer la costa del llevant peninsular i va contreure pactes amb molts pobles indígenes; va traspassar els Pirineus i els Alps i entrà a Itàlia, on infringí una sèrie de derrotes als exèrcits de Roma. A Ibèria restava Àsdrubal Barca com a lloctinent al sud, mentre Hannó controlava l'àrea al nord de l'Ebre.

Zones d'influència el 218 aC

El 218 aC la República Romana decidí tallar els subministraments i la ruta de retirada de l'exèrcit cartaginès. Gneu Corneli Escipió Calb comandant 60 naus, 10.000 infants i 700 genets, uns 30.000 homes en total (equivalent a quatre legions) desembarcà a Empúries, factoria grega aliada dels romans, i es dirigí per terra seguint la via Heraclea, cap a Cissa on derrotà les forces cartagineses i hi establí una base militar, on després s'aixecaria la Tarraco romana. Després marxà cap a l'Ebre, on esclafà els contingents púnics d'Asdrúbal en una batalla naval a la seva desembocadura. Aprofità la campanya per segellar pactes d'amistat amb els pobles indígenes i renovar els antics, i contractar mercenaris ibèrics. Poc després el seu germà Publi, que havia acudit amb ell com a legat, marxà a la costa etrusca per mar quan s'assabentà que Aníbal havia creuat els Alps, però tornà a Hispània el 216. Publi també va contreure pactes personals amb cabdills com Indíbil, reietó dels ilergetes. Així, els dos germans Escipions, entre el 216 i el 212, seran els comandants en cap de les tropes romanes a la península, front a l'exèrcit púnic comandat per Asdrúbal i Magó. En aquests anys aconseguiren sotmetre els pobles de la costa catalana, derrotar Àsdrubal a la batalla d'Ibera el 215 aC, conquerir Saguntum el 212 aC i establir definitivament el seu quarter general a Tarraco, fins que foren derrotats i morts pels cartaginesos el 211 aC en terres de l'actual Sierra Morena.
El 210 aC arribà Publi Corneli Escipió Africà Major, fill de Publi, que volia venjar la mort "del seu pare, del seu oncle i el de la pàtria", amb 10.000 infants, 1.000 genets i 28 naus militars. S'enfrontà amb els cartaginesos, que comptaven amb 25.000 soldats d'infanteria i 2.500 genets, i el 209 aC aconseguí prendre Cartago Nova, la capital púnica a Hispània, cosa que va fer que Magó es rendís al romà, i que Escipió n'aconseguís un important botí. Posteriorment va instal·lar-hi una guarnició. Dues altres grans victòries de la República Romana contra els cartaginesos foren les de Baecula el 208 aC, i la d'Ilipa el 207 aC.

## Els pactes entre els romans i els cabdills indígenes
Entre el 218 aC, data del desembarcament a Empúries, i el 197 aC, any de la primera organització administrativa del territori en dues províncies, ens trobem amb una etapa militar de pura conquesta territorial. Els pobles de la costa es mostraren des de bon principi favorables a l'acció romana, ja que, entre altres raons, patien sovint les incursions de les tribus filopúniques de l'interior. Escipió l'Africà va establir pactes personals amb els cabdills ibèrics de la costa llevantina i l'actual Catalunya, tal com ja havien fet Gneu i Publi anys enrere. Els pactes no eren entre estructures polítiques o "nacions", per la qual cosa, en morir un dels dos contractants, finalitzava la relació de fidelitat i sovint esclataven rebel·lions. Els romans aprofitaven la deuotio ibèrica, mitjançant la qual els guerrers es lligaven al seu cap fins a la mort, per crear clienteles entre la societat ibèrica. En comptes de la paraula rex (rei), tan desagradable per a la mentalitat romana, Escipió va crear el títol d'imperator (el qui mana) perquè fos utilitzat pels indígenes en referir-se a ell.
Durant els primers anys de la seva presència, s'havien exigit ostatges als indígenes per assegurar-ne la fidelitat. Els cabdills que s'havien destacat per la seva afecció al bàndol dels conqueridors adquiririen com a premi la ciutadania romana i prenien el nom del cap al qual havien servit. Una de les clàusules dels tractats era que els soldats que estaven al servei d'aquests caps indígenes passaven a formar part de les tropes auxiliars de l'exèrcit romà, i també eren recompensats després del seu servei amb la ciutadania romana. Alguns indígenes podien ser acollits en l'orde eqüestre i fins i tot arribar a ser senadors. Els romans, igual que els cartaginesos i tots els altres pobles de l'antiguitat, practicaren una política de saqueig de quasi totes les ciutats que prenien amb el resultat de grans botins i massacres de la població conquerida. Per altra banda, aconseguiren també una gran quantitat d'esclaus en aquestes guerres, que aviat foren comercialitzats pels mangones (mercaders de persones).
El 206 aC cauria la gran ciutat fenícia de Gadir i es completava el domini romà sobre les possessions púniques. Es va produir una sublevació dels reietons Indíbil i Mandoni contra Escipió, que no fou sufocada fins al 205 aC.

### Les primeres mesures de control del territori
El 206 aC, després de la conquesta de Gadir, que significa la derrota dels cartaginesos a sòl hispànic, la república romana decideix incorporar definitivament la península als seus dominis, per explotar la seva gran riquesa minera en metalls com or, plata i coure, amb la confiança a Escipió l'Africà dels assumptes d'Hispània, i es funda Italica, la primera ciutat romana amb veterans de l'exèrcit.
Després que Marc Juni Silà acabés d'expulsar els cartaginesos de la península hispànica, s'hi establiren dues legions a fi de controlar l'ordre, fins al 201 aC, en què segons alguns autors només n'hi roman una de sola. Es va sotmetre el territori al pagament de tributs i es reorganitzà en dues prouinciae des del 197 aC. Després de sufocar la gran revolta indígena, s'establiren nombrosos llocs de vigilància, juntament amb els presidis ja existents d'Empúries i Tarraco, acompanyats d'una gran presència militar.

### L'establiment dels primers tributs

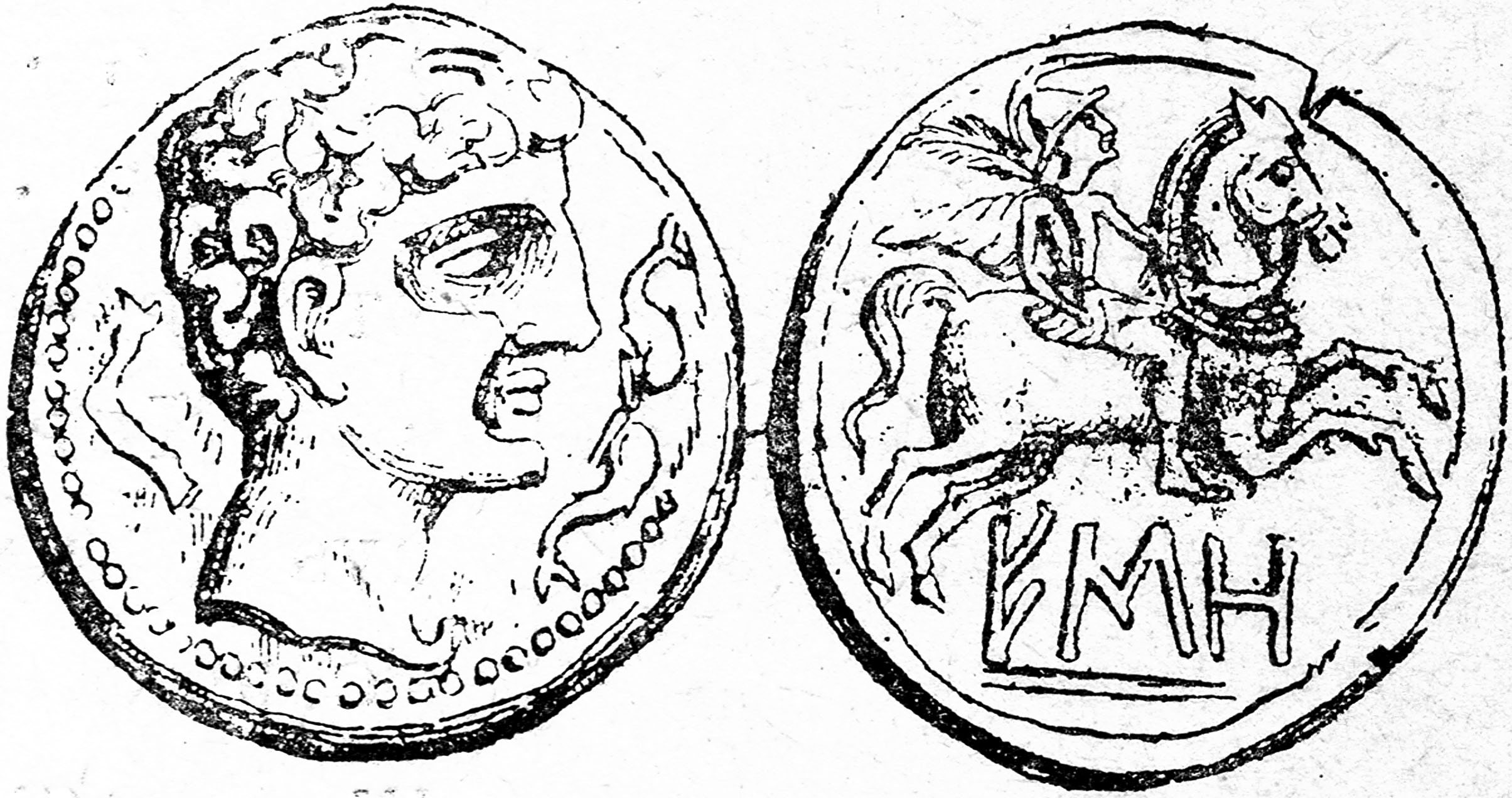
Moneda amb la inscripció ibèrica eśo, la seca d'Isona (Pallars Jussà)

Entre el 218 aC, any de l'arribada dels romans, i el 212 aC, aparegueren les dracmes iberoromanes, encunyades a Empúries i a altres seques, que són molt uniformes quant a estil. A Barcelona cal destacar les de la llegenda Barkeno en lletres ibèriques, de connotacions púniques, que foren actives fins al primer quart del segle ii aC.
A partir del 205 aC, després de la derrota d'Ilipa, les autoritats romanes sotmeteren els indígenes al pagament d'un stipendium, un impost de caràcter conjuntural, començant una etapa tributària que s'organitzaria definitivament després de la divisió provincial del 197 aC. Els tributs es pagarien tant en moneda com en espècies. A principis del segle ii aC, les monedes de plata i bronze de tota Hispània quedaren unificades sota el patró del denari ibèric, que seguia el mateix sistema metrològic que el romà, però amb escriptura ibèrica, encunyades pels romans, de manera que els poblats desenvoluparen la seva activitat econòmica dins el marc imposat pel dominador romà. El principal ús d'aquestes monedes era el de pagar tributs a les noves autoritats romanes, però també servirien per satisfer el sou als soldats establerts a les nostres terres.

## La conversió del territori en província

Primera divisió provincial d'Hispania

El 197 aC es decidí dividir el territori ja incorporat a la República Romana en dues províncies pretorianes. La Hispània Citerior, amb capital a Carthago Nova, abraçava el que ara són els Països Catalans, Múrcia i Andalusia oriental, afegint a finals del segle ii aC les terres conquerides a la Gàl·lia meridional. La Hispània Ulterior comprenia Andalusia occidental, i estava separada de la Citerior pel saltus Castulonensis, l'actual Sierra Morena i Despeñaperros, prop de la ciutat ibèrica de Castulo.
Els primers anys el governador de les províncies fou un pretor i en excepcionalment, un cònsol. Els primers pretors que se'n varen fer càrrec foren Gai Semproni Tudità a la Citerior i Marc Helvi Blasió a la Ulterior. A mitjan segle ii aC se’n va fer càrrec un propretor o bé un procònsol, envoltats per un conjunt de legats i qüestors, a més d'altres funcionaris que ells mateixos escollien. El propretor o procònsol era el jutge suprem en els assumptes de la seva província i assegurava el funcionament de la justícia en els tribunals de les ciutats i estava facultat per emetre edictes sobre fiscalitat i relacions financeres dins l'àmbit provincial. El Senat romà controlava en última instància l'actuació del governador que, al final del seu mandat, havia de retre comptes davant els patres conscripti i podia ser sotmés a un procés criminal en cas d'irregularitats en la gestió.
Els publicans, encarregats de la recaptació de recursos econòmics, moltes vegades de manera abusiva vers la població local, molts d'ells pertanyents a l'orde eqüestre i agrupats en societats, no estaven vinculats a la figura del governador.

### Presidis, llocs de vigilància i efectius militars
En el sistema republicà ancestral, els legionaris eren els petits propietaris de terres. Al necessitar-se més camperols-soldats per les necessitats de la república, si desapareixien els camperols lliures, l'existència mateixa de l'exèrcit perilla, i això fou solucionat per les reformes de Gai Mari, que creà un exèrcit professional a finals del segle ii aC i assignà terres als veterans.
L'exèrcit romà s'alimentava només amb els productes agrícoles locals (el blat iber), i d'aquí el gran nombre de camps de sitges datats en aquesta època. A Roma li interessava tenir controlada la nostra zona, car oferia una gran rendibilitat pel que fa als productes del camp i era la població autòctona la que explotava aquest territori, controlat per fortificacions. A més, la major part del territori fou declarat ager publicus, és a dir, administrat directament per la República romana.. Fins ben entrat el segle ii aC, es manté el presidi militar de Tarraco per controlar la zona recentment annexionada i com a base d'operacions de l'exèrcit romà. Altres fortificacions importants que els romans instal·laren foren les d'Olèrdola i la que constituiria temps després la ciutat d'Empúries.
Es calcula que entre 197 aC i 169 aC s'incrementà notablement la presència militar a Hispània, establint-se quatre legions el 187 aC i el 168 aC

### La gran revolta indígena
El 197 aC va esclatar una gran revolta a tota l'àrea conquerida. En marxar Escipió l'Africà després de les seves campanyes hispàniques, els caps ibèrics que l'havien recolzat van considerar que només els unia una relació personal amb el seu rex Escipió. Una altra teoria defensa que la revolta va ser originada potser per la imposició d'un tribut regular anual.
La República va enviar Gai Semproni Tudità i Marc Helvi Blasió, però fins al 195 la rebel·lió no fou sufocada per Marc Porci Cató Censorí, que desembarcà a Empúries amb dues legions, 8.000 italians i 800 genets, i es dirigí cap a Tarraco. Després de l'exemplaritzant victòria a la batalla d'Emporion, els romans van ordenar que els ibers esfondressin les muralles sota pena de ser reduïts a l'esclavitud, i ho feren els oppida dels voltants de l'Ebre. Els poblats de l'interior del que ara és Catalunya, desapareixeren definitivament.

### Organització del territori
Els ciutadans romans en terra estrangera s'organitzeren en conuentus ciuium romanorum. La primera organització dels assentaments agraris romano-itàlics se situa a la segona meitat del segle ii aC, perquè abans de la Guerra Social la legislació romana no consentia l'establiment massiu de colons fora d'Itàlia tret d'excepcions.
El procés de jerarquització entre assentaments grans i petits va ser afavorit per Roma a fi d'implementar el seu model territorial. Uns es veuran afavorits per la presència romana i altres desapareixeran. Els assentaments indígenes que es veieren afavorits per la presència romana adoptaren els nous patrons constructius romans. Els excedents agrícoles dels nous jaciments que apareixen o que es desenvolupen serviran per fer front als pagaments en espècies que exigia el manteniment de les tropes romanes mitjançant camps de sitges.
La via romana més antiga documentada epigràficament a la península és la que enllaçava els poblats d'Iluro i el d'Ausa, construïda entre el 120 i el 110 aC.
A mitjan segle ii aC comencen a arribar monedes procedents de la seca de Roma, de les que al segle i aC es troben en abundància i la del nom del magistrat monetal, i la fi de l'ús de l'escriptura ibèrica a les monedes d'Hispània se situa cap al 44 aC, després de la mort de Juli Cèsar.
Després de la conquesta de Numància el 133 aC, la República Romana decidí reestructurar el nord-est de la península i integrar les comunitats indígenes. L'actual Catalunya estava inclosa a la Hispània Citerior, governada per pretors, amb el centre polític i administratiu a Tarraco. El procés s'accelerà encara més el 121 aC després de la conquesta de la Gàl·lia Narbonesa.

## El gran impuls romanitzador delsegleiaC
Entre finals del segle ii aC i la primera meitat del segle i aC naixeren els primers nuclis de caràcter urbà de tipus itàlic a la costa, dels que tots els colons eren ciutadans romans procedents del centre d'Itàlia. El 90 aC, la Julia de civitate italis va atorgar els drets de ciutadà romà als que s'havien mantingut fidels a Roma en la Guerra Social, i als qui se sotmetessin. Molts aliats dels romans van assolir els drets de la ciutadania i s'impulsà en el pla social la romanització. Hispania oferia unes condicions favorables per treballar el camp en les seves fèrtils terres de les valls de l'Ebre i el Guadalquivir, un panorama polític més tranquil que en temps anteriors i una gran riquesa mineral, que van propiciar l'inici i desenvolupament d'un vast projecte colonitzador estimulat amb les lleis agràries promulgades a Roma durant la primera meitat del segle que repartiren lots de terra, l'ager assignatus que quasi sempre provenia de l'ager publicus (terra estatal conquerida), entre els veterans italians, que constituïen la capa dirigent de les noves ciutats, i aconseguir clienteles. També hi residien immigrants itàlics sense ciutadania i comerciants.
La forta presència romana en el nostre territori causada per les guerres civils de la primera meitat del segle i aC accelerà els canvis que havien començat al segle anterior. Durant el primer triumvirat (Juli Cèsar, Cras i Pompeu) les províncies hispàniques foren assignades a aquest últim, però molts pobles del nord-est peninsular abraçaren la causa de Quint Sertori, contrari a Pompeu, que el 77 aC fou enviat a la Citerior i de seguida es va fer amb la costa entre els Pirineus i la desembocadura del Llobregat. Lluità contra Sertori fins que finalment, el 72 aC, aquest fou mort a Osca. Pompeu va concedir la ciutadania romana a molts indígenes afectes i va haver de fundar nuclis de població com Gerunda i Iluro, a fi d'assentar-los, juntament amb els veterans que lluitaren al seu costat.
A partir de mitjans de segle Juli Cèsar tingué un paper preponderant en la romanització d'Hispània, els repartiments de terres prengueren més importància, sent l'exèrcit el principal instrument d'assentament d'italians i romans a les noves terres conquerides i creixé el nombre de proletaris desposseïts de terres d'Itàlia. Als colons beneficiaris de les reparticions cesarianes els eren assignades 10 iugades de terra (2,5 Ha) per família i procediren a la parcel·lació del terreny que envoltava els nous nuclis i al cultiu intensiu de la vinya. A més de la vinguda de colons hi afluïren capitals i interessos econòmics i nous assentaments foren fundats pels triunvirs Octavià, Marc Antoni i Lèpid.
La urbanització donarà com a resultat la implantació del sistema basat en la ciutat i el seu territori i s'amollonaren les vies principals, consolidant-se circuits comercials estables entre el món ibèric i Itàlia, afavorint l'orientació al mercat de la nova agricultura de plantació i la progressiva monetarització de l'economia. En la primera meitat del s. I aC es creen les mansiones o parades a la via Heraclea, car per anar dels Pirineus a Tarraco, els exèrcits romans preferien la ruta terrestre a la marítima. Gairebé la majoria dels poblats desapareixen a mitjan segle i aC a causa de la fundació de les noves ciutats romanes, lligades a l'agricultura de plantació de model itàlic, que va fer desaparéixer les explotacions domèstiques indígenes i provocaren el col·lapse dels assentaments ibèrics.

## L'Imperi Romà

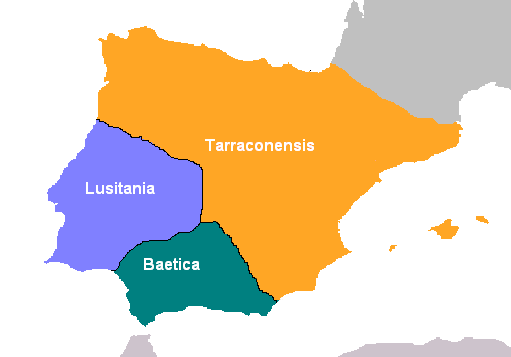
Segona divisió provincial d'Hispania

Amb l'atorgament del títol d'August a Octavià pel senat després de la seva victòria a la Tercera Guerra Civil Romana el 27 aC comença l'Imperi Romà, es creà la província imperial Citerior Tarraconensis amb capital a Tarraco, la més gran de tot l'imperi, abastant al Nord els Pirineus, el Cantàbric i el que ara és Galícia, i a la costa mediterrània Cartago Nova. Els límits amb la Bètica i la Lusitània, les dues altres províncies hispàniques creades per August discorrien entre el mont Solori, els monts Oretans, els Carpetans (part nord de la serra de Guadarrama) i els dels àsturs.
La Tarraconense, controlada directament per l'emperador tenia com a màxima autoritat a la província un llegat de l'emperador. Al front de la hisenda hi havia aun procurador de rang Cavaller romà. Per mantenir l'ordre militar, en un principi a la Tarraconensis hi havia tres legions però el 74, en època de Vespasià només es mantenia la Legio VII Gemina, que quedaria fins a la fi de l'imperi.
La Tarraconensis estava dividida en set conventus creats a l'època d'August i vigents fins al 288 amb la reforma de Dioclecià, eren demarcacions administratives per a l'administració de justícia, culte imperial i la recaptació fiscal, i possiblement eren districtes de cens, reclutament de tropes i realització d'obres públiques. El que aproximadement és ara Catalunya i el nord del país valencià era el Conventus Tarraconensis i el centre del País Valencià, mentre el conventus Carthaginensis formaria la resta del país valencià.

### La societat en època de l'Alt Imperi
En època d'August el model social romà va ser exportat de manera definitiva a les poblacions de la majoria de les províncies que integraven l'imperium, entre elles la Tarraconensis, on la romanització ja fou plenament consolidada i el dret a la ciutadania romana fou molt més àmpliament concedit a famílies i individus de les capes altes indígenes a fi de consolidar el nou ordre. S'esdevenia ciutadà per naixement, per haver servit en tropes auxiliars, per ser un esclau manumitit (alliberat) o bé per lliure decisió del poder imperial. Començà l'època de l'anomenada Pax romana.
Els ciues romani es dividien en ordes amb diferents drets i obligacions, marcades per l'acumulació de capital en terres, que possibiliten la ràpida ascensió cap a estrats superiors. Els ciutadans més rics pertanyien als ordes senatorial (el més alt), l'eqüestre i el decurional. Cada orde o rang tenia. Els ordes senatorial i eqüestre tenien funcions directives a l'administració central de l'imperi i el decurional era encarregat del govern de les ciutats.
Moltes persones lliures no gaudien del dret de la ciutadania: als pelegrins (ciutadans de colònies romanes, sense tots els drets dels romans), estrangers o súbdits d'estats vassalls, mentre que els lliberts i els esclaus integrarien la base d'aquesta piràmide.
La plebs rustica, la població que habitava el camp, es dividia en esclaus, lliberts i ingenus (persones nascudes lliures). Els indígenes de l'actual Catalunya assoliran millors oportunitats d'adquirir la ciutadania romana a la segona meitat del segle i, amb la concessió per l'emperador Vespasià de l'ius latii minus, és a dir, el dret llatí, a tots els ciutadans lliures d'Hispània, de manera que els magistrats de les ciutats amb ius latii, la seva família i els seus descendents passaven a ser automàticament ciutadans romans de ple dret, encara que la major part de la població d'aquests municipis eren peregrins. L'emperador Claudi, que es destacà pel seu tracte de favor als provincials, especialment als gals, concedí als hispans la immunitat i l'exempció d'impostos.

## La crisi delsegleiii
Caracal·la, l'any 212 proclamà la Constitutio Antoniana, va atorgar la ciutadania a tots els habitants lliures de l'imperi (els esclaus en quedaren exclosos). L'exèrcit esdevingué una peça clau per frenar el contingent bàrbar i les despeses de les guerres faran que la hisenda imperial esdevingui cada vegada més exígua tot i que els impostos eren cada vegada més necessaris, i va créixer el poder dels militars dins la societat romana en una època convulsa en la qual van ser freqüents les usurpacions i els curtíssims mandats dels emperadors. No obstant això, el poder de l'emperador començava a ser considerat com a diví.
A finals del segle ii aparegueren a Hispània les grans villae rusticae, vil·les autosuficients i amb grans comoditats per als seus propietaris. La creixent concentració de la propietat agrària farà que en aquesta època s'agreugi a Occident la gran divisió social entre els grans propietaris i les persones més pobres i dins la classe social més baixa, lliures i no lliures assoliren condicions de vida semblants. Els camperols pobres, que abans havien estat persones lliures, o bé es passaren a les files dels bagaudes (bandits) o bé s'aferraven a la protecció dels terratinents (colons). El sistema del colonat, basat en un contracte entre terratinent i coló, pel que el primer arrendava una parcel·la per cinc anys a canvi d'una suma de diner, havia començat a Itàlia possiblement a finals del segle i aC, com a manera de protegir-se de les exaccions fiscals del cada vegada més precari estat imperial i això farà que cada vegada més disminueixin els contribuents. A partir del segle iii, els contractes de colonat varen transformar-se cada vegada més en perpetus fins que a partir de Dioclecià (284-305) aquesta situació esdevingué de iure. Així els grans propietaris s'asseguraven que els colons paguessin i no escapessin de les seves terres.
Un altre fenomen que comença a tenir efectes a la Tarraconense és l'aparició de les primeres comunitats cristianes en aquest segle iii. A les nostres terres la nova religió penetra amb Sant Fèlix de Girona i Sant Cugat.
Durant el regnat de Còmmode bandes de soldats desertors a causa de la duresa de les lleves i de les lluites contra els invasors assolaren Hispània i a partir de la segona meitat del segle ii començà la pressió dels pobles bàrbars a les fronteres de l'imperi, iniciant una crisi econòmica que s'agreujaria a l'època dels Severs. Els pobles germànics arribaren a la Tarraconense la segona meitat del segle iii i les invasions, esmentades per Aureli Víctor, Eutropi, Orosi, Nazari, Jerònim i Pròsper de Tir van ocasionar un gran trasbalsament i provocant la ruïna de les ciutats de la costa i la desaparició de molts uici o agrupacions rurals que no tenien rang administratiu. Les primeres ràzzies arribaren entre el 253 i el 257 i estaven constituïdes per grups de francs i alamans. Una segona invasió més devastadora va tenir lloc vers el 260 i el 261, en la qual ciutats com Bàrcino van haver d'edificar muralles a cuita-corrents i Tarraco fou destruïda quasi totalment el 260. Als invasors germànics se'ls uniren part de les classes populars molt descontents amb el creixent poder dels grans terratinents, i la pressió fiscal de l'estat.
Entre el 261 i el 269 es va proclamar com a escissió de l'imperi, l'Imperi Gàl·lic del que la província Tarraconense va entrar a formar part. Aquesta zona irredempta abraçava tota la Gàl·lia i part de Britànnia, Germània i Hispània. Finnalment, una tercera incursió dels francs es va produir entre el 276 i el 279. L'abandó de terres a l'imperi s'agreujarà a partir del segle iii.

## Els visigots
Els visigots van entrar a la Península el 415 però els seus costums ja estaven fortament romanitzats i, per tant, van respectar les tradicions locals excepte la religió, car van imposar l'arrianisme. La província de Galícia va quedar pels sueus, que van establir el Regne dels sueus, però la resta, tret d'una part de la Tarraconense van restar com a províncies de l'Imperi fins a la seva abolició el 476. Els visigots van establir el Regne de Tolosa amb un sistema de dos nacions amb un territori i els antics ciutadans romanitzats van restar subjectes a les lleis romanes i els gots eren subjectes de la llei germànica. Expulsats de la Gàl·lia després de la batalla de Vouillé el 507, la capital es va establir a Barcino i després a Toledo i el regne visigot fou conegut com a Regne de Toledo.
El 412 el cabdill visigot Ataülf, successor d'Alaric I, procedent del nord d'Itàlia (on ja havia saquejat la mateixa Roma), va ocupar Provença i Aquitània i cap al 413 ocupà Narbona, Tolosa de Llenguadoc i Bordeus, amb la major part de Septimània i bona part de tota Occitània. El 414 establí una cort a Narbona i es casà amb la princesa romana Gal·la Placídia, germana de l'emperador Honori, a qui Alaric havia pres com a ostatge l'any 410, quan saquejà Roma. Com a resposta, el general romà Constanci bloquejà els ports de la Narbonense, cosa que obligà Ataülf a traspassar els Pirineus i establir-se a Bàrcino, on fou assassinat per Sigeric, cap del partit antiromà, qui es proclamà rei dels visigots.
Sigeric fou assassinat al cap de pocs mesos per Walia (415-419), qui establí un foedus amb el nou emperador Constanci III. Els tornà la princesa Gal·la Placídia i obtingué gairebé tota la Viennensis, la qual cosa implicava el domini efectiu de tota Aquitània, amb capitals alternants a Tolosa i Bordeus. També incorporà Agen, Angulema, Saintes, Perigús i Poitiers, i s'hi establiren uns 80.000 visigots.
El seu successor, Teodoric I (419-451) assentà les bases de l'estat visigot de Tolosa; va trencar el pacte amb Roma i assetjà sense èxit Arle (425) i Narbona (436), ben defensades pel romà Aeci, però dominà Tolosa (439) i recuperà la situació anterior. Mantingué una aliança amb el rei dels vàndals Genseric fins al 445, i amb els sueus fins al 449. Fou un dels pocs governants amb domini efectiu sobre la totalitat de l'actual territori occità. Al final del seu regnat s'alià un altre cop amb els romans i morí lluitant amb Aeci contra els huns d'Àtila als Camps Catalàunics.
Després del regnat del seu fill gran Turismon (451-453), el succeí el seu altre fill Teodoric II (453-466), qui renovaria el foedus amb el romà Avit. Atacà els bagaudes de la Tarraconensis el 454 i lluità contra els sueus el 456. Quan morí Avit trencà les relacions definitivament amb els romans i ocupà Narbona i tota la Narbonense, però no aconseguí d'incorporar Arelate malgrat un llarg setge. Fou assassinat pel seu germà Euric. L'any 476 el rei dels visigots Euric, que ja podia considerar-se independent des del 475, dominava les províncies Narbonense Prima, Viennense, Narbonense Secunda (Provença) i Aquitània Prima (Alvèrnia i Berri), i el poble visigot estava assentat des del 418, nominalment com foederatis, a les províncies de Novempopulània i Aquitània Secunda. La seva capital era Tolosa. Els visigots havien anat estenent el seu poder. El 457 dominaven probablement les províncies de Novempopulània i Aquitània Secunda; el 462 ja dominaven la totalitat de la província Narbonense Prima; el 466 dominaven la província d'Aquitània Prima; vers el 470 dominaren la Viennense i la Narbonense Secunda i el 475 van veure reconegudes totes aquestes possessions i de fet la seva independència.
Províncies com la Tarraconense, que disposaven d'una independència de facto, amb febles vincles amb l'imperi, van passar a autogovernar-se el 476.
El 478 Euric i els visigots van combatre contra els burgundis a l'Ardèche, i més tard (481 a 484) van ocupar la resta de Provença incloses Arles i Marsella.

### L'entrada a Catalunya

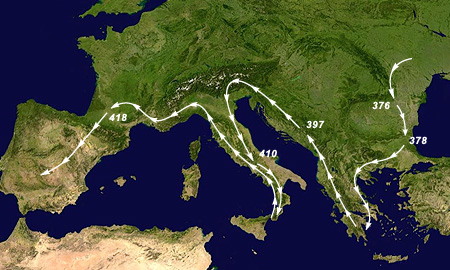
Els visigots entraren a Catalunya cap al final del

No se sap exactament quin any va efectuar Euric la resta de conquestes, però sabem que cap a l'any 480 (abans del 481) el comte got Gauteric, enviat per Euric, travessà els Pirineus i ocupà Pamplona i Saragossa. Per la mateixa època Euric va enviar una altra expedició sota el comandament del comte Eldefred cap a la part costanera de la Tarraconense (es discuteix quina d'elles va ser primer, encara que en general es creu que va ser la dirigida per Eldefred). La conquesta de la Cartaginesa, Lusitània i Bètica no estan documentades.
Aquesta expedició cap a la Tarraconense va comptar amb la col·laboració del general romà Vicenç, que no se sap si era un general que havia passat al servei d'Euric, o era el governador militar provincial romà de la Tarraconense o de l'altra província d'Hispània (en les cròniques se'l titula "Dux Hispaniae"). Euric va haver de valer-se de la col·laboració d'un general romà (bé com a dirigent militar bé com a aliat polític) per assegurar-se la submissió dels hispanoromans de la Tarraconense, on pel que sembla va trobar resistència, probablement encapçalada pels grans propietaris romans o hispanoromans oposats al lliurament de dos terços de la terra als gots segons la llei de la hospitalitas modificada pels visigots (d'un terç passava a dos terços). Sí que se sap que Tarraco, la capital provincial, va haver de ser assetjada i presa violentament, i que s'inicià després la seva definitiva decadència en benefici de Bàrcino (Barcelona), decadència completada anys més tard, després després de la invasió dels musulmans.
En canvi sembla que Gauteric no va trobar resistència, davant el temor que un nou buit de poder provoqués un nou període d'agitació similar a la Bagaudia viscuda uns anys abans, o bé incursions dels salvatges muntanyencs aclaparats per la pressió demogràfica.
No se sap si tota la província Tarraconense es va sotmetre amb rapidesa (amb l'esmentada resistència a Tarraco i potser algunes altres zones), però el fet cert és que el 506 encara es lluitava per ocupar Tortosa. No se sap si va ser presa inicialment Tortosa i posteriorment es va rebel·lar en ocasió del repartiment de terres, o per contra la resistència dels hispanoromans es va anar desplaçant-se cap al sud, buscant el baluard defensiu de l'Ebre. Dirigia la resistència a Tortosa un hispanoromà anomenat Pere, al qual se li atorga el títol de "tiranus" (tirà, és a dir el que es titula rei sense títol legal per a ser-ho), i aquesta titulació suggereix que Pere es deuria haver proclamat sobirà en ocasió de l'extinció de l'imperi i abans de l'entrada dels visigots (o en tot cas deuria haver succeït un Emperador o línia d'emperadors proclamats a la Tarraconense des d'aquesta data), encara que no sabem si es va proclamar únicament a la regió de Tortosa o les seves pretensions abraçaven tota la província, essent l'esmentada ciutat el seu últim baluard. Pere va ser vençut i mort el 506 i la ciutat de Tortosa ocupada, amb la qual cosa pràcticament en aquest moment els visigots dominaven la totalitat de la Tarraconense i probablement la Cartaginense.
Gauteric va conquerir la Tarraconense oriental i probablement va arribar a Lusitània, si bé se suposa que la zona era disputada també pels sueus, ara probablement molt identificats amb les poblacions locals, i que amenaçaven la rereguarda visigoda mitjançant les calçades romanes que anaven des de Bracara (Braga) a Cesaraugusta (continuant cap a Tarraco) passant per Asturica, Virovesca, Tritium, Vareia i Calagurris, i per la que anava des de Ocelum Durii fins a Cesaraugusta passant per Abucella, Clunia, Uxama, Turiasso i Belsione o Belsinum o Balsio, seguint en termes generals la línia del Duero. Probablement entre el 480 o 481 i el 490 la zona central d'Hispània va ser disputada ferotgement pels visigots i sueus, i els primers aconseguiren un domini precari. Sembla que els visigots van avançar sense trobar gaire resistència i van poder dominar tota la Cartaginense abans del 483, i també tota o part de Lusitània. El 483 el visigot Salla i el bisbe de Mèrida Zenó van reconstruir un pont romà sobre el Guadiana a la ciutat de Mèrida (Emèrita Augusta), capital provincial de Lusitània (que amb Requiari havia estat la capital del regne dels sueus), segurament després d'un període de lluites entre visigots i sueus, de bandidatge i de govern poc eficaç dels propietaris locals; aquesta inauguració demostraria que el domini visigot quedava ben assentat, i que potser no era mal acollit per la població. El domini visigot a la Bètica per la mateixa època, encara que alguns historiadors sostenen que va haver de produir-se abans de la mort de Euric el 484, no és segur i en tot cas no està documentat.
Simultàniament (període 476-510, encara que el gruix de l'emigració va haver d'arribar entre el 490 i el 510) un nombre relativament important de gots colonitzà les terres entre el Tajo i el Duero, i entre la frontera de Galícia (en poder dels sueus) i la Vall de l'Ebre. En aquesta regió s'han excavat nombroses necròpolis godes i probablement el percentatge de població goda en elles va ser sensiblement més alt que en altres terres de la península Ibèrica.

### Tensions entre visigots i francs
Euric va morir el setembre del 484 i el va succeir el seu fill Alaric II. El 486 els francs de Clodoveu (fill de Khilderic I i de la reina turíngia Bisina) van arrabassar a Siagri (Rei dels Romans) els seus dominis en la part septentrional de la Gàl·lia (al nord del Loire). Siagri es va refugiar a Tolosa, però Alaric II el va lliurar als francs, i va ser executat. Amb això visigots i francs van passar a ser veïns. L'obra de consolidació del domini a Hispània (inclosa una eventual dominació, a més de a la Lusitània i a la Cartaginesa, a la Bètica, la qual cosa no és segura) va ser feta en temps d'Alaric II. Potser va ser més problemàtica que no pogués pensar-se. Ocupat en aquesta tasca, Alaric II degué considerar imprudent enfrontar-se als francs per defensar Siagri.
Per defensar les zones conquistades a l'occident de la Tarraconense i de la Cartaginesa, pròximes a les posicions dels sueus, es traslladarien colonitzadors visigots des de la Gàl·lia, i es crearien els nombrosos assentaments a la regió, assentaments que les necròpolis excavades han donat a conèixer. El Cronicó Cesaraugustà situa una gran emigració de gots a l'última dècada del segle, i el fet és plenament confirmat per les excavacions realitzades a tota una extensa àrea entre Pamplona (al nord-est), el naixement del Tajo (al sud-est), Carpio de Tajo a l'oest de Toledo (al sud-oest), i la Tierra de Campos (al nord-oest). Precisament la comarca de la terra de Campos, a l'oest del Pisuerga, rep la seva denominació del nom que va portar antigament: Campi Gothorum (camps dels gots). Gairebé tota l'emigració es va establir a l'altre costat de l'Ebre. Aquests assentaments degueren sorgir doncs entre el 490 i el 500, i asseguraren tota la zona enfront del regne dels sueus, mentre les forces visigodes dirigien la seva activitat cap a la Lusitània i la Bètica.
El 489 Zenó, per desviar als ostrogots que amenaçaven a l'Imperi Oriental, va cedir al seu rei Teodoric el Gran els territoris italians, nominalment com a subordinat seu.
Teodoric va dirigir totes les seves forces contra Dalmàcia, que va ser ocupada (489) i va entrar a Itàlia (490) vencent a Odoacre i els seus hèruls a la riba del Isonzo, prop de Verona, i per segona vegada a la riba del riu Adda. Teodoric va entrar a Pavia, on va ser atacat inesperadament pels hèruls sota el comandament d'Odoacre (490), qui va assetjar la ciutat. Segurament els assetjadors haguessin exterminat als ostrogots si no hi hagués hagut una oportuna intervenció del visigot Alaric II, que va obligar Odoacre a retirar-se cap a Ravenna (agost del 490) on va quedar assetjat per Teodoric durant tres anys (490-493). A principis del 493, Odoacre i Teodoric van arribar a un acord, i es va pactar un repartiment del poder. Teodoric va entrar a Ravenna (27 de febrer) i es va iniciar una breu època de govern conjunt, que va culminar al cap de pocs dies amb l'assassinat de Odoacre a mans del mateix Teodoric (principis de març), qui a més va fer matar la família de l'hèrul, i va ordenar una massacre general per sorpresa de les tropes hèrules. Teodoric ja no va assumir el títol d'Emperador. Probablement en pagament de l'ajuda prestada pels visigots, la filla de Teodoric, Tiudigota, es va casar amb Alaric II (entre el 490 i el 495 aproximadament), i va nàixer de l'esmentat enllaç un fill anomenat Amalaric (cap a l'any 500).
La tensió entre els visigots i els francs va anar creixent en iniciar-se el segle vi, i era evident el 504. Teodoric el gran, rei dels ostrogots, va fer de mediador entre el franc Clodoveu i el visigot Alaric II, per evitar la guerra, i aconseguí que els dos reis s'entrevistessin en una illa del riu Loire (que marcava la frontera) pròxima a Amboise. Es va evitar amb això l'immediat esclat de la guerra, però la tensió no va disminuir.
Clodoveu (que era catòlic) es va aliar al rei borgonyó Gundebald (que era arrià com Alaric II). Finalment la guerra va esclatar i va concloure amb la batalla de Vouillé, prop de Poitiers (507), en la qual Alaric II va ser derrotat i mort. El 510 Teodoric va tornar a enviar les seves forces contra borgonyons i francs, i va derrotar altre cop a Clodoveu prop d'Arle; el mateix any el general Ibba ocupà Barcelona i deposà a Gesalic que va fugir a territori dels vàndals, que el van expulsar. Teodoric va fer retirar després les seves forces del territori visigot; Arle fou declarada capital de la prefectura de les Gàl·lies dins el regne ostrogot, i nomena prefecte a Liberi, que va exercir el càrrec 18 anys. Dels visigots fou de fet el regent fins a la seva mort, quan Amalaric tenia uns 24 anys. Gesaleic va retornar a Aquitània on va poder reunir un exèrcit i el 512 va entrar a la Tarraconense pels passos pirinencs orientals però va ser derrotat per Ibbas a 20 km de Barcelona, va fugir cap al nord, i després de travessar la Narbonense va intentar penetrar a Borgonya, però va ser capturat i mort en travessar el riu Durance, probablement per soldats ostrogots el 514.
El 508 els ostrogots van descobrir vivint entre els visigots un noble anomenat Eutaric, que es creu que era descendent directe (net o besnet probablement) de l'exrei ostrogot Videric (un nen que pertanyia a línia legitima de la dinastia reial ostrogoda dels Amals i que va marxar amb els visigots el 375). Eutaric vivia com qualsevol noble visigot i va rebre la mà de la princesa Amalasunta, filla de Teodoric.

### La batalla de Vouillé
Progressivament els francs, un altre poble germànic, els van anar empenyent fins a vèncer-los a la batalla de Vouillé (507). Derrotats els visigots, la conseqüència inevitable va ser la pèrdua d'Aquitània i Novempopulània fins a la barrera dels Pirineus. La Provença fou ocupada pels ostrogots i només la Septimània fou conservada més enllà dels Pirineus. A la batalla de Vouillé va perdre la vida el rei visigot Alaric II. El seu fill Amalaric era encara un nen. Sembla que un grup de magnats va optar per proclamar el jove Amalaric, però, atesa la situació de guerra, la majoria dels nobles visigots, reunits a Narbona, van aclamar com a rei Gesaleic, fill il·legítim d'Alaric II (si bé la monarquia visigoda era electiva i els nobles haguessin pogut elegir rei entre persones diferents dels familiars o descendents del rei difunt).
Els visigots es van traslladar en massa des d'aquestes regions cap als seus dominis a Hispània. Durant uns mesos, i potser uns anys (507 a 509), centenars de visigots, amb les seves famílies, els seus esclaus i els seus cercles pròxims, van travessar els passos pirinencs per establir-se principalment a l'altiplà, on des feia anys s'havien fundat el que es podrien anomenar "colònies" visigodes.
Mentrestant els francs van entrar a Tolosa, que va ser incendiada.
Isidor de Sevilla, cronista d'aquest període, explica que el rei Gesaleic "retornà a Hispània". De les seves paraules i dels fets coneguts sembla deduir-se que el rei Gesaleic, sentint-se insegur a Narbona després de la caiguda de la capital Tolosa, abandonà Narbona, per establir les seves línies defensives més enllà dels Pirineus. De fet, en una data indeterminada entre finals de l'any 507 i principis de l'any 509, i molt probablement al llarg del 508, els francs van ocupar Narbona.
El rei ostrogot d'Itàlia, Teodoric, avi del jove Amalaric, va intervenir en la lluita, i les seves tropes van entrar en territori visigot (probablement el 508 o principis del 509) sota el comandament del general Ibbas. Aquest va recobrar Narbona, expulsà els francs (probablement el 509) i el 510 va obligar els exèrcits franc i borgonyó que assetjaven Arles (on resistia una guarnició visigoda mancada d'aliments) a retirar-se.

### El Regne de Barcelona
Gesaleic va abandonar Narbona, probablement ja l'any 507 i es va establir a Barcino (Barcelona), que es va convertir en capital del regne. Entre el 508 i el 511 Gesaleic va mantenir una estreta amistat amb els ostrogots d'Itàlia, però el 511 "es va aliar amb els enemics dels ostrogots" probablement un partit visigot oposat a la influència ostrogoda. En represàlia per l'esmentada aliança, el general Ibbas va expulsar Gesaleic de Barcelona i l'obligà a fugir.
El general Ibbas va proclamar com a rei a Barcino el jove Amalaric (511), fill d'Alaric II i net (per part de madre) de Teodoric el Gran. El nou rei només tenia nou anys, per la qual cosa el mateix Teodoric va assumir la regència. Un intent de Gesaleic de recuperar el poder va ser derrotat prop de Barcelona i l'exrei va morir quan fugia cap a Borgonya.
Durant el període que Teodoric va governar sobre els visigots, la seva atenció es va centrar a Septimània o Narbonense. Teodoric va recuperar algunes ciutats de la Narbonense que havien caigut sota poder dels francs (Rodès, Besiers…), mentre el domini visigot a la zona de la vall de l'Ebre fins a l'altiplà, es mantenia precàriament.
Se sap que el 524, en el Concili de Lleida, els Bisbes de la Tarraconense que s'hi reuniren van considerar necessari declarar que els clergues que celebressin serveis sagrats a ciutats assetjades no havien de vessar sang, ni tan sols la dels seus enemics, car si ho fessin se'ls castigaria amb severes penes. Com que no existeixen notícies d'atacs francs al sud dels Pirineus abans del 531, cal concloure que les "ciutats assetjades" que s'esmenten eren sens dubte les víctimes d'atacs vascons.

### El Regne de Narbona
Teodoric va morir el 526 i el seu net i pupil Amalaric es va convertir en rei pel seu compte, i actuà des d'aleshores per dret propi. Aviat va signar un tractat amb el nou rei dels ostrogots, Atalaric (un altre net de Teodoric), tractat que afavoria els visigots. El rei ostrogot va tornar al visigot el tresor reial, del qual Teodoric s'havia apropiat (el tresor visigot va ser salvat per Teodoric de mans dels francs, a Carcassona, i des d'aleshores va passar al seu poder). A més el tractat establia que els ostrogots i els visigots casats entre ells podrien escollir lliurement la seva nacionalitat; la frontera visigoda amb els ostrogots a Provença va quedar fixada en el braç occidental del delta del Roine, quedant Ugernun (Beaucaire) i Usés en territori ostrogot. El territori comprès entre el braç occidental del Roine i els Pirineus va quedar en poder dels visigots constituint la província Narbonense o de Septimània. Amalaric va fixar la seva residència a Narbona, i no va viatjar quasi mai al sud dels Pirineus. Es va casar amb la princesa Clotilde, filla de Clodoveu, a la qual va voler convertir en arriana i suposadament la va maltractar. Clotilde va cridar els seus germans i Khildebert va envair el regne visigot, va ocupar Narbona i va entrar a Barcelona (531) i Amalaric fou assassinat allí mateix. Els francs es van retirar i s'emportaren Clotilde.
Mort Amalaric el va succeir l'ostrogot Teudis que es va instal·lar a Barcelona. Sembla que Teudis dirigia un partit hostil al rei mort, i que potser ja s'havia alçat en rebel·lia abans de la mort del seu antecessor, en ocasió de l'esclat de la guerra contra Khildebert. Va lluitar contra els francs i contra els romans. Va traslladar la capital a Toledo abans del 546.

### El Regne de Toledo
Amb el trasllat de la capital a Toledo pel rei Teudis s'entra al període estricte del Regne de Toledo. El trasllat fou en una data anterior al 546. Teudis va morir assassinat en el seu palau de Toledo el 548, sense que es coneguin els motius que van portar al crim. Teudisel fou de la mateixa tendència nobiliària i fou assassinat possiblement per la tendència oposada que va portar al tron Àquila I, que va perdre el prestigi molt ràpidament en ser derrotat pels cordovesos, rebels o encara independents. La facció rival es va revoltar sota la direcció d'Atanagild, que va dominar la Bètica i la Cartaginense (551). Àquila es va establir a Mèrida i va cridar en el seu ajut l'emperador romà Justinià. Els romans van desembarcar, van ocupar part de la Bètica i la costa de la Cartaginense, però no foren prou forts per ajudar el rei a dominar la revolta, i fou un altre cop derrotat i poc després assassinat, aleshores fou reconegut com a únic rei Atanagild.
Atanagild va voler expulsar els romans, però aquests van enviar un nou exèrcit i van mantenir la part essencial dels dominis que ja havien establert. Vers el 560 es va acordar la pau i es va establir formalment en els territoris romans la província romana d'Hispània (Espània). Atanagild va morir de mort natural el 567 i després d'un interregne, va obtenir el suport dels nobles Liuva I dux de la Narbonense.
Liuva va associar el seu germà Leovigild. El 572 aquest va quedar com a rei únic i va iniciar una ràpida expansió: contra els romans, contra els àsturs, contra els càntabres, contra els araucons de la frontera gallega, contra els sueus i contra els vascons. La revolta del seu fill Hermenegild, convertit al catolicisme, va afavorir el vascons que van fer una devastadora expedició que va arribar a Catalunya el 581, però el rei els va rebutjar i va construir Victoriacum a la plana d'Àlaba, una fortalesa per mitjà de la qual els podria controlar. Després de sufocar la revolta del seu fill, el 584 va conquerir el regne sueu.

### La invasió àrab
En morir Vítiza el 710, els seus enemics elegiren rei Roderic. Els fills de Vítiza, partidaris d'Aquila II es refugiaren a Ceuta, on governava el comte Olbà, dit també Julià, sota el domini de Mūsà ibn Nusayr. Amb ells negociaren un ajut per tal de recuperar el tron i el patrimoni familiar. Mentre Roderic assetjava Pamplona i lluitava contra els bascs revoltats, els àrabs, comandats per Tàriq ibn Ziyad i ajudats per Olbà, passaren l'estret i s'establiren al lloc després anomenat Gibraltar contra l'opinió del califa. Roderic tornà a Còrdova i reuní l'exèrcit, i s'entaulà la batalla de Guadalete, en la qual els vitizans, encarregats de les ales, abandonaren el combat i el centre d'aquest fou destruït.
Les batalles es van succeir i Ardó, que va succeir Aquila II, va concedir l'ocupació de Catalunya, que es va completar el 720, i Musa es va convertir en el primer valí de l'Àndalus.

### Organització territorial
L'organització dels Països Catalans durant aquest període va continuar essent la mateixa que fins llavors i l'impacte demogràfic molt limitat atès que els visigots eren relativament poca població respecte als hispanoromans, a més que van establir-se preferentment al centre de la península deixant potser guarnicions militars en llocs claus.
La diòcesi de Tarragona i la Narbonense sembla que eren el marc de referència administratiu. La revolta de Paulus al 673, personatge d'origen grec, és el primer intent de crear un estat en aquests territoris, el rei Vamba ho va impedir aprofitant que era a prop de Catalunya amb un exèrcit per a reprimir els bascons. El judici a Paulus, general visigot, s'ha conservat.

### El llegat
El llegat dels visigots principalment és el dret romà compilat juntament amb el visigot, El codi d'Euric, o el Liber Iudicum van tenir una gran repercussió al llarg de tota l'època medieval. Però també van quedar alguns noms propis com Alfred o Arnau i força vocabulari, sobretot militar, a més d'alguns altres mots com maduixa, bru, bugada i topònims com Geltrú o Areny.
Segons l'historiador Ferran Soldevila aquí ja es troben certes característiques de la història de Catalunya: el fracàs de l'intent de creació d'un regne a banda i banda dels Pirineus, el fet estratègic de la meseta central com a punt de partida d'organització militar i política i la conflictivitat de Barcelona.

## Període visigot al País Valencià
Els esdeveniments que porten a la desintegració de l'Imperi Romà culminen el segle v amb les invasions bàrbares. Entre la caiguda de l'Imperi Romà i la dominació musulmana hi passaren els visigots. Entre el segle vii fins a les primeries del viii, l'actual territori del País Valencià estigué subjecte al domini vàndal i posteriorment al Regne visigot de Toledo, però pràcticament no hi deixaren petjada.
Les fonts escrites dels segles visigots són la Historia Gothorum, Vandalorum et Suevorum de sant Isidor, que serveix de context general, mentre Joan de Bíclarum a la seua Chronica ens dona la notícia del desterrament a Valentia d'Hermenegild pel rei Leovigild l'any 584 (Ioh. Bicl. A. 584 3) Els concilis toledans i, sobretot, la Nomina Ovetensis, ja del segle viii, ens faciliten alguns noms de bisbes i de les seues seus.

### La Caiguda de l'Imperi Romà
A partir del 409 van entrar a la península Ibèrica sueus, vàndals i alans, i que entre el 410 i el 420 hi ha nombrosos testimoniatges de la fugida de molts hispans de les classes acomodades, especialment al nord d'Àfrica. però la Tarraconense, especialment el litoral, va estar fora de perill i es va aconseguir mantenir en mans de l'Imperi Romà d'Occident gairebé fins al seu final, i és només cap als anys 472-473 ocupada pels visigots d'Euric.

### Incursions dels vàndals al País Valencià
L'Imperi Romà d'Occident, molt ocupat amb les invasions a Itàlia i després pels huns d'Àtila, no va poder prestar molta atenció a Hispània. Els vàndals es van acabar instal·lant a Cartago i es van convertir en la potència marítima preponderant de la Mediterrània occidental, saquejant Roma el 455 i amb la flota imperial que hi havien capturat, Genseric va aconseguir apoderar-se de bases marítimes de gran valor estratègic per a controlar el comerç marítim de la Mediterrània occidental: les Illes Balears, Còrsega, Sardenya i Sicília, i la flota vàndala va derrotar l'any 460 l'esquadra imperial comandada per Majorià ancorada en Portus Illicitanus, a conseqüència del qual van ser destruïts els navilis romans i destituït l'emperador. Aquest incident reflecteix que la zona litoral hispana va romandre sota domini romà gairebé fins al final de l'Imperi Romà d'Occident.

### El domini visigot al País Valencià
El 472, l'expedició d'Euric, rei dels visigots assentats al sud de França, només va trobar certa resistència entre els aristòcrates romans de Tarraco i Dertosa i va acabar amb la submissió de les últimes possessions hispanes de l'agonitzant Imperi Romà d'Occident, que fou destruït en el 476.
El poder visigot en els seus primers moments no només es va preocupar de pacificar la península, sinó que ja va donar els primers passos per a reconstruir d'alguna manera la infraestructura urbana, almenys en alguns llocs claus com Mèrida. A partir d'aquest moment, el domini polític i militar visigot, tot i que sense arribada de nova població, va suposar l'inici d'una llarga etapa de relativa tranquil·litat i reconstrucció, només entorbolida per alguna revolta de la noblesa hispana, eminentment catòlica.
Els visigots eren arrians, però estaven molt allunyats d'Hispània i només van prestar veritable atenció als assumptes de la península quan van haver de refugiar-se en ella després de ser expulsats de les Gàl·lies pels francs en el 507 en la batalla de Vouillé. Però aquesta instal·lació de nova gent va repercutir escassament en l'àrea mediterrània. Durant el primer terç del segle vi no es pot parlar d'un autèntic estat visigot independent, ja que van estar molt tutelats pels Regne dels Ostrogots, per tallar l'expansió dels francs. Aquest període «ostrogot» (507-548) va suposar també l'arribada de gent d'aquesta ètnia per a ocupar els llocs claus i fer-se càrrec de la situació. Un d'aquests ostrogots, Teudis, va arribar a ser rei, i gaudí d'un llarg regnat entre 531 i 549.
La llarga etapa que aniria des de l'ocupació nominal visigoda a les guerres civils que van sorgir a la mort de Teudis, amb la conquesta romana d'Orient de les Balears, significaria un dilatat lapse de pau i tranquil·litat. Al mateix temps, es va crear un cert distanciament amb el poder central, unit a la recuperació de moltes ciutats, promoguda pel clergat i la noblesa local, que ara són gairebé la mateixa cosa. Al mateix temps, es va registrar un augment de l'autonomia i el poder de diverses regions, especialment en la Baetica, però en absolut exclusiu d'aquesta província. Però, res concret sabem de la zona valenciana en aquests anys.